# 希洛 (阿肯色州波普縣)
希洛（英語：Shiloh）是位於美國阿肯色州波普縣的一個非建制地區。該地的面積和人口皆未知。

## 地理
希洛的座標為35°19′07″N 93°08′09″W / 35.31861°N 93.13583°W，而該地的平均海拔高度為108米（即354英尺）。